# SheBelieves Cup 2016
SheBelieves Cup 2016 là kỳ giải SheBelieves Cup đầu tiên, giải đấu giao hữu bóng đá nữ được tổ chức tại Hoa Kỳ. Giải được diễn ra từ ngày 3 tới 9 tháng 3 năm 2016, trước thềm Thế vận hội Mùa hè 2016

## Các đội tuyển
| Đội    | Xếp hạng FIFA (tháng 12 năm 2015) | Đội hình |
| ------ | --------------------------------- | -------- |
| Anh    | 5                                 | Anh      |
| Hoa Kỳ | 1                                 | Mỹ       |
| Pháp   | 3                                 | Pháp     |
| Đức    | 2                                 | Đức      |

## Thể thức
Bốn đội được mời sẽ thi đấu vòng tròn một lượt.
Điểm số giành được áp dụng theo công thức thông thường ba điểm cho một trận thắng, một điểm cho một trận hòa và thua không giành được điểm.

## Kết quả
Thời gian theo giờ địa phương.
Kế hoạch thi đấu được công bố vào tháng 1 năm 2016.
| VT | Đội        | ST | T | H | B | BT | BB | HS | Đ |
| -- | ---------- | -- | - | - | - | -- | -- | -- | - |
| 1  | Hoa Kỳ (H) | 3  | 3 | 0 | 0 | 4  | 1  | +3 | 9 |
| 2  | Đức        | 3  | 2 | 0 | 1 | 4  | 3  | +1 | 6 |
| 3  | Anh        | 3  | 0 | 1 | 2 | 1  | 3  | −2 | 1 |
| 4  | Pháp       | 3  | 0 | 1 | 2 | 0  | 2  | −2 | 1 |

| Đức       | 1–0      | Pháp |
| --------- | -------- | ---- |
| Maier 83' | Chi tiết |      |

| Hoa Kỳ   | 1–0      | Anh |
| -------- | -------- | --- |
| Dunn 72' | Chi tiết |     |

| Hoa Kỳ       | 1–0      | Pháp |
| ------------ | -------- | ---- |
| Morgan 90+1' | Chi tiết |      |

| Đức                                     | 2–1      | Anh       |
| --------------------------------------- | -------- | --------- |
| Flaherty 76' (l.n.) · Peter 82' (ph.đ.) | Chi tiết | Duggan 9' |

| Pháp | 0–0 | Anh |
| ---- | --- | --- |
|      |     |     |

| Hoa Kỳ                 | 2–1      | Đức        |
| ---------------------- | -------- | ---------- |
| Morgan 37' · Mewis 42' | Chi tiết | Mittag 30' |

## Cầu thủ ghi bàn
2 bàn
- Alex Morgan

1 bàn
- Toni Duggan
- Leonie Maier
- Anja Mittag
- Babett Peter
- Crystal Dunn
- Samantha Mewis

Phản lưới
- Gilly Flaherty (trận gặp Đức)

## Xếp hạng chung cuộc
| Thứ hạng | Đội tuyển |
| -------- | --------- |
| 1        | Hoa Kỳ    |
| 2        | Đức       |
| 3        | Anh       |
| 4        | Pháp      |